# Tipula (Pterelachisus) bilobata
Tipula (Pterelachisus) bilobata is een tweevleugelige uit de familie langpootmuggen (Tipulidae). De soort komt voor in het Palearctisch gebied.